# Seznam jezer v Rumunsku
Rumunská jezera (rumunsky jezero – lacul). Tabulka obsahuje přehled přírodních jezer v Rumunsku s plochou přes 10 km² (bez přehradních nádrží).

## Největší jezera
| název       | rozloha (km²) | délka (km) | šířka (km) | hloubka (m) | nadm.výška (m) | župa          |
| ----------- | ------------- | ---------- | ---------- | ----------- | -------------- | ------------- |
| Razelm      | 415,00        | 35,00      | ?          | 2,8         | 0,0            | Tulcea        |
| Sinoe       | 171,50        | ?          | ?          | ?           | ?              | Constanța     |
| Zmeica      | 54,60         | ?          | ?          | ?           | ?              | Tulcea        |
| Oltina      | 25,09         | ?          | ?          | ?           | ?              | Constanța     |
| Tașaul      | 23,35         | ?          | ?          | ?           | ?              | Constanța     |
| Dranov      | 21,70         | ?          | ?          | ?           | ?              | Tulcea        |
| Brates      | 21,11         | ?          | ?          | ?           | ?              | Galați        |
| Siutghiol   | 19,00         | 7,5        | 2,5        | 18,0        | 0,0            | Constanța     |
| Bistret     | 18,67         | ?          | ?          | ?           | ?              | Dolj          |
| Mostiștei   | 18,60         | ?          | ?          | ?           | ?              | Călărași      |
| Lacul Rosu  | 14,45         | ?          | ?          | ?           | ?              | Tulcea        |
| Gorgova     | 13,775        | ?          | ?          | ?           | ?              | Tulcea        |
| Lumina      | 13,675        | ?          | ?          | ?           | ?              | Tulcea        |
| Techirghiol | 11,61         | ?          | ?          | ?           | ?              | Constanța     |
| Suhaia      | 10,94         | ?          | ?          | ?           | ?              | Teleorman     |
| Merhei      | 10,575        | ?          | ?          | ?           | ?              | Tulcea        |
| Balta Albă  | 10,12         | ?          | ?          | ?           | ?              | Buzău, Brăila |

## Ledovcová jezera
Bucura, Bâlea, Călcescu, Scărișoara